# Arzl im Pitztal
Arzl im Pitztal ist eine Gemeinde im Bezirk Imst (Gerichtsbezirk Imst), Tirol, Österreich. Sie hat 3195 Einwohner (Stand 1. Jänner 2025), liegt auf 880 m ü. A. und hat eine Fläche von 29,37 km².

## Geografie

### Lage
Arzl liegt am Eingang des Pitztals zwischen dem Nordabhang des Venet (2513 m) und dem Leiner Kögele (2387 m) auf einer Mittelgebirgsterrasse hoch über dem Inntal. Das Gemeindegebiet wird getrennt durch den Pitzbach, der hier eine tiefe Schlucht durch das Kalkgestein gegraben hat.
Das Gebiet ist relativ niederschlagsarm und windgeschützt, so dass hier die gleichen Nutzpflanzen wie im tiefer gelegenen Inntal angebaut werden können.
Natürliche Gemeindegrenzen bilden im Norden der Inn, wobei Arzl hier an die Gemeinden Imst, Karrösten und Karres grenzt, im Westen der Venet mit dem Plattenraingebiet, Nachbarin ist hier die Gemeinde Imsterberg, im Süden ist es der Talbereich mit den Gemeinden Wenns sowie im Sechzeigergebiet die Gemeinde Jerzens, im Osten der Walderbach gegenüber der Gemeinde Roppen.
Durch die günstigen klimatischen Voraussetzungen gedeihen alle Getreidesorten (Gerste, Weizen, Roggen und Mais), Kartoffel und sehr viele Obstsorten (Kern- und Steinobst). Auch Wein gelangt zur Reife.
Obwohl durch den natürlichen Schutz der Lechtaler Alpen niederschlagsarm, fällt Sommer wie Winter genug Niederschlag.

### Gemeindegliederung
Die Gemeinde besteht aus der einzigen Katastralgemeinde Arzl im Pitztal und umfasst folgende sieben Ortschaften (Einwohner Stand 1. Jänner 2025):
- Arzl im Pitztal (1917) mit der Häusergruppe Bahnhof Imst-Pitztal und der Ostersteinsiedlung
- Blons (53)
- Hochasten (65) mit dem Weiler Neudegg
- Leins (322) bestehend aus dem Dorf Unterleins, der Rotte Oberleins und den zerstreuten Häusern Krahbichl
- Ried (96)
- Timls[3] (134) mit dem Weiler Steinhof
- Wald (608) mit dem Dorf Oberwaldried, dem Weiler Niederwaldried und den Rotten Bichl und Schwaighof

Hauptort ist das gleichnamige Haufendorf Arzl (an der Pitztalstraße), der zweitgrößte Ort ist Wald an der gegenüberliegenden Hangseite.

### Nachbargemeinden
| Imst       | Karrösten                                   | Karres |
| Imsterberg | Kompassrose, die auf Nachbargemeinden zeigt | Roppen |
| Wenns      | Jerzens                                     |        |

## Geschichte
Auf Grund der günstigen Lage und des guten Klimas ist anzunehmen, dass es in dem Gemeindegebiet schon sehr früh eine Besiedlung gegeben hat. Am etwa 180 m über Arzl aufragenden Burgstall fanden Archäologen 1966 Siedlungsreste aus frühgeschichtlicher Zeit. Aus der Bronzezeit wurden Keramiken gefunden, aus der Hallstattzeit stammen Spuren von Bauernhöfen und aus der Römerzeit Reste einer Befestigungsanlage.
Im Mittelalter gab es neben verschiedenen weltlichen und geistlichen Hofbesitzern auch mehrere freie Bauern.
An den verschiedenen Kämpfen und Kriegen des 18., 19. und 20. Jahrhunderts war auch die Arzler Bevölkerung beteiligt und forderte ihre Opfer.
Im Ersten Weltkrieg wurde ein wichtiger Straßenbau vom Inntal nach Arzl fertiggestellt. Widerstandsbewegungen des Zweiten Weltkriegs hatten in Arzl einen Stützpunkt. Als Österreich nach dem Krieg beschädigt war, gab es in Arzl das Säuglings- und Kinderheim Schwyzerhüsli mit Platz für 50 Kinder, das von der Schweizer Spende finanziert und vom Schweizerischen Arbeiterhilfswerk betrieben wurde.

### Ortsname
Der Name Arzl kommt vom lateinischen arcella, was „kleine Burg“ bedeutet.
Urkundlich genannt wird der Name erstmals im Jahr 1260, als Gebhart von Starkenberg dem Stift Wilten Zehente bei Arzel und Tumels (Timmls) übertrug. Die Herren von Starkenberg hatten ihre Stammburg in der Nähe von Imst (heute Gemeinde Tarrenz) und waren später das reichste Adelsgeschlecht der Gegend.
Schon um 1070 werden aber zwei andere Namen der Gemeinde, „Walda“ (Wald) und „Oista“ (Hochasten oder Karrösten), in einer Schenkungsurkunde an das Hochstift Brixen genannt.
Weitere urkundliche Erwähnungen:
- 1283 Hildebrand von Mils (Mils bei Imst) schenkt dem Kloster Stams seinen Hof zu Walda.
- 1288 Laut dem Güterverzeichnis oder Urbar des Grafen von Tirol besitzt auch der Landesherr einen Maierhof und einen anderen Hof zu Arzelle.
- 1289 Heinrich von Schwangau schenkt dem Kloster Stams einen halben Hof zu Walda.
- 1290 Die Herren von Schwangau (bei Füssen) schenken Güter zu Arzelle, Tumels.
- 1306 Hohenaeusten (Hochasten) und Stain (Steinhof) dem Kloster in Stams.
- 1302 Erhart von Tarrenz verkauft dem Kloster Stams seinen Hof in Walda.
- 1305 Wilfried von Schrofenstein (Stanz bei Landeck) verkauft dem Kloster Stams den Schweighof zu Walda.
- 1315 In Wald wird ein Dingstuhl (Gericht) für Wald und Arzl errichtet.
- 1342 Randolfina, die Witwe Heinrichs von Schrofenstein, verpfändet ihre Höfe zu Wald dem Konrad von Schenna bei Meran.
- 1350 Im Urbar des Stiftes Stams sind Höfe zu Arzelle, Tumels, Arczlay, Hinderaeusten und Hohenaeusten angeführt.

### Grundeigentümer
Der Landesfürst, die Adeligen und Klöster waren die Grundherren oder Eigentümer der Güter und gaben dieselben den Bauern zu Erbleihe und gegen jährliche Leistung jener Grundzinse.
Dieses Rechtsverhältnis blieb hier wie überall bis zur allgemeinen Grundentlastung, die in ganz Österreich im Jahre 1849 erfolgte, bestehen. Neben dieser grundherrlichen Abhängigkeit waren alle Bauern Untertanen der Tiroler Landesfürsten und mussten diesen jährlich die Landessteuer und bei feindlichen Angriffen den Dienst in der Landwehr leisten.
Einstmals war das ganze Pitztal, ja auch das ganze Gericht Imst eine einzige Markgenossenschaft oder Urgemeinde, denn nur so ist es zu erklären, dass die Gemeinde Arzl-Wald seit Alters bis heute Almen im hinteren Pitztal besitzt und dass dieses ganze Gebiet kirchlich zur Urpfarre Imst gehörte.
Innerhalb dieses großen Gebietes bildeten sich schon seit langem die einzelnen Hauptsiedlungen wie Wenns und Arzl zu eigenen Gemeinden. Im Archiv der Gemeinde (aufbewahrt im Landesarchiv) befinden sich Pergamenturkunden, meist aus dem 16. Jahrhundert, die über diese Verhältnisse Auskunft geben, so besonders Urteile des Richters von Imst in Streitigkeiten zwischen den Nachbarschaften von Arzl, Wald, Leins, Ried, Timmels, Plaus (Blons) und Esten (Hochasten) einerseits und der Nachbarschaft des Pitztales andererseits, wegen der Weiderechte auf den Almen Taschach, Nesselberg und Schwarzenberg aus den Jahren 1470, 1530, 1539, 1553 und 1665. Nachbarschaften hieß man damals die kleineren bäuerlichen Ortsgemeinden, die eben eine örtliche Siedlungseinheit darstellten.
Im Jahre 1561 schlossen unter Vermittlung der Gerichtsobrigkeit Imst die „Nachbarschaft oder Gemeinschaft des unteren Kirchstuhles von Arzl, Wald, Leins, Tummels, Hohenasten und Pitzental“ einerseits und „die ganze Pfarrmening des oberen Kirchenstuhles zu Wenns, Greut, Larchach, Langenau, Brennwald und Jerzens andererseits“ einen Vergleich wegen der Leistung der Landsteuer und Hilfsgelder. Hieraus ist ersichtlich, dass die Bildung der Gemeinden schon damals eine ähnliche war wie heute.
Die Steuerkataster von 1629 und 1775 zeigen dieselbe Gliederung. Danach zerfiel das Kirchspiel Arzl in die Untergemeinden Wald, Leins, Ried, Hohenasten und Timmels. Arzl und Wald bildeten zusammen, ebenso wie Wenns einen Dingstuhl, an welchem der Richter von Imst nach alter Sitte unter freiem Himmel zweimal im Jahr das Elichtaiding, einen allgemeinen Gerichtstag halten sollte.
Bei der Bildung der politischen Ortsgemeinden im Jahre 1811 nahm man Arzl samt jenen Untergemeinden oder Nachbarschaften als eine einzige Gemeinde und ebenso bei der Anlage der Katastermappe von 1856, so blieb es bis heute.

### Bevölkerungsentwicklung
EinwohnerJahr120015001800210024002700300033001860189019201950198020102040EinwohnerEinwohnerentwicklung von Arzl im Pitztal

## Kultur und Sehenswürdigkeiten

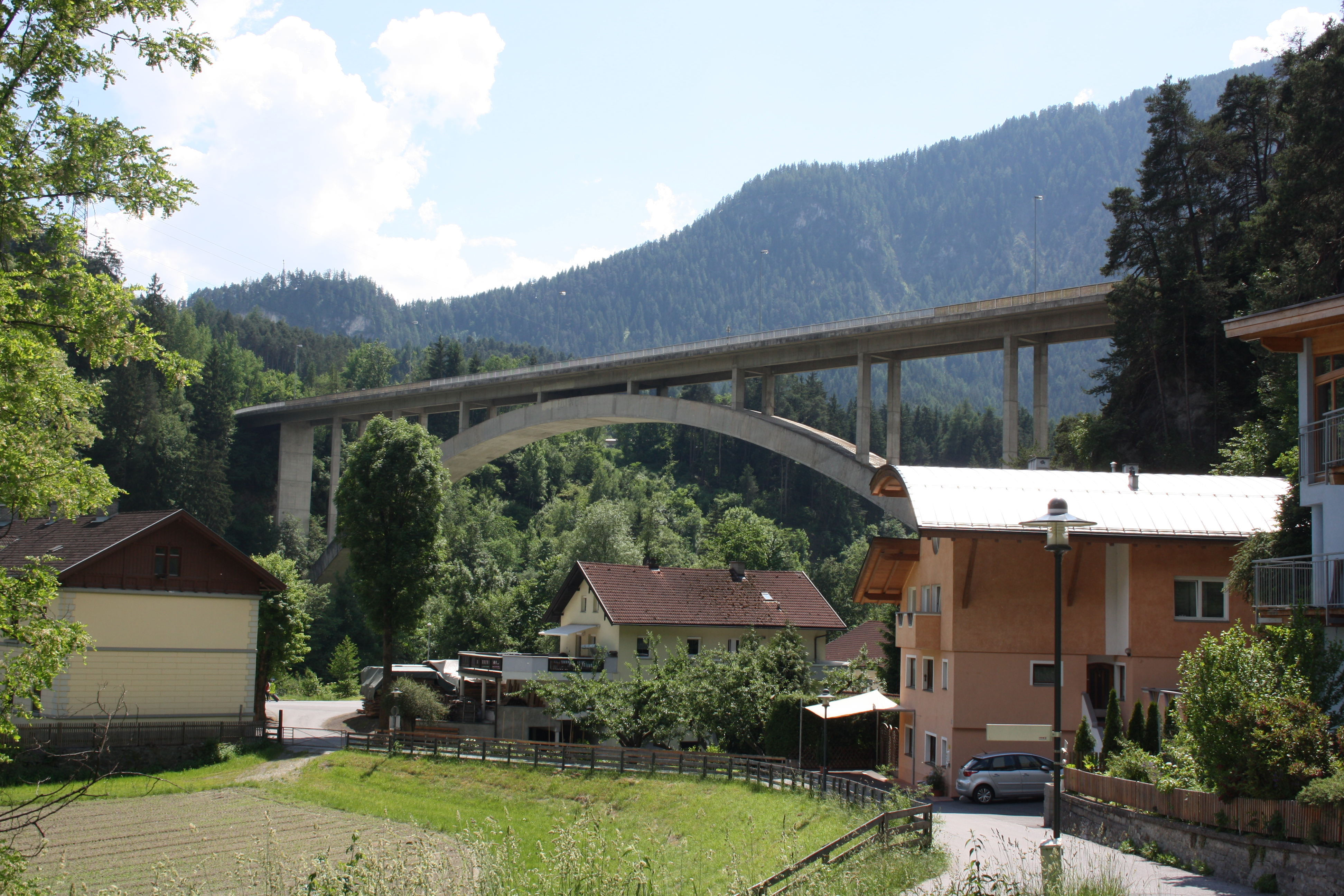
Pitztalbrücke

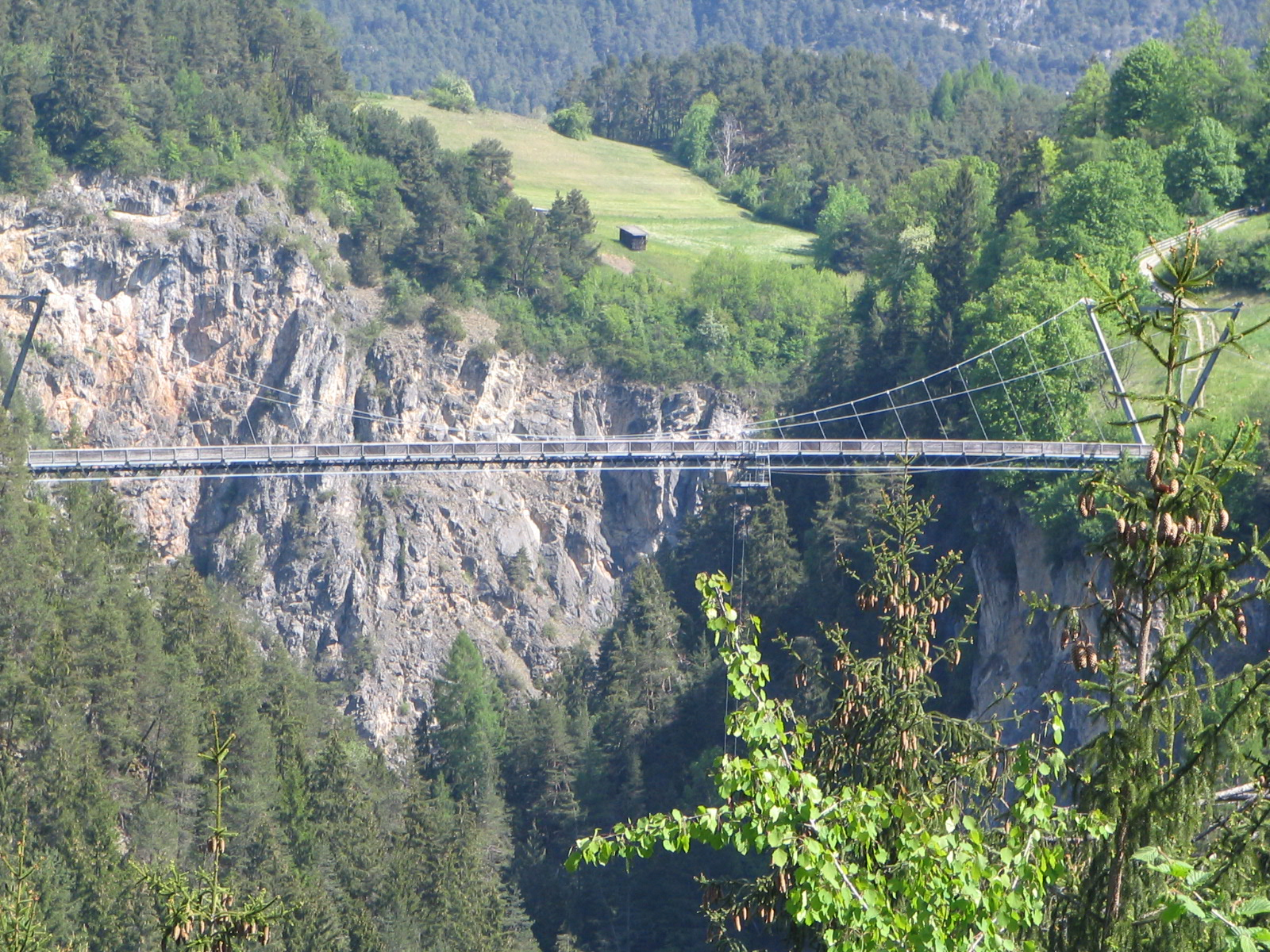
Benni-Raich-Brücke

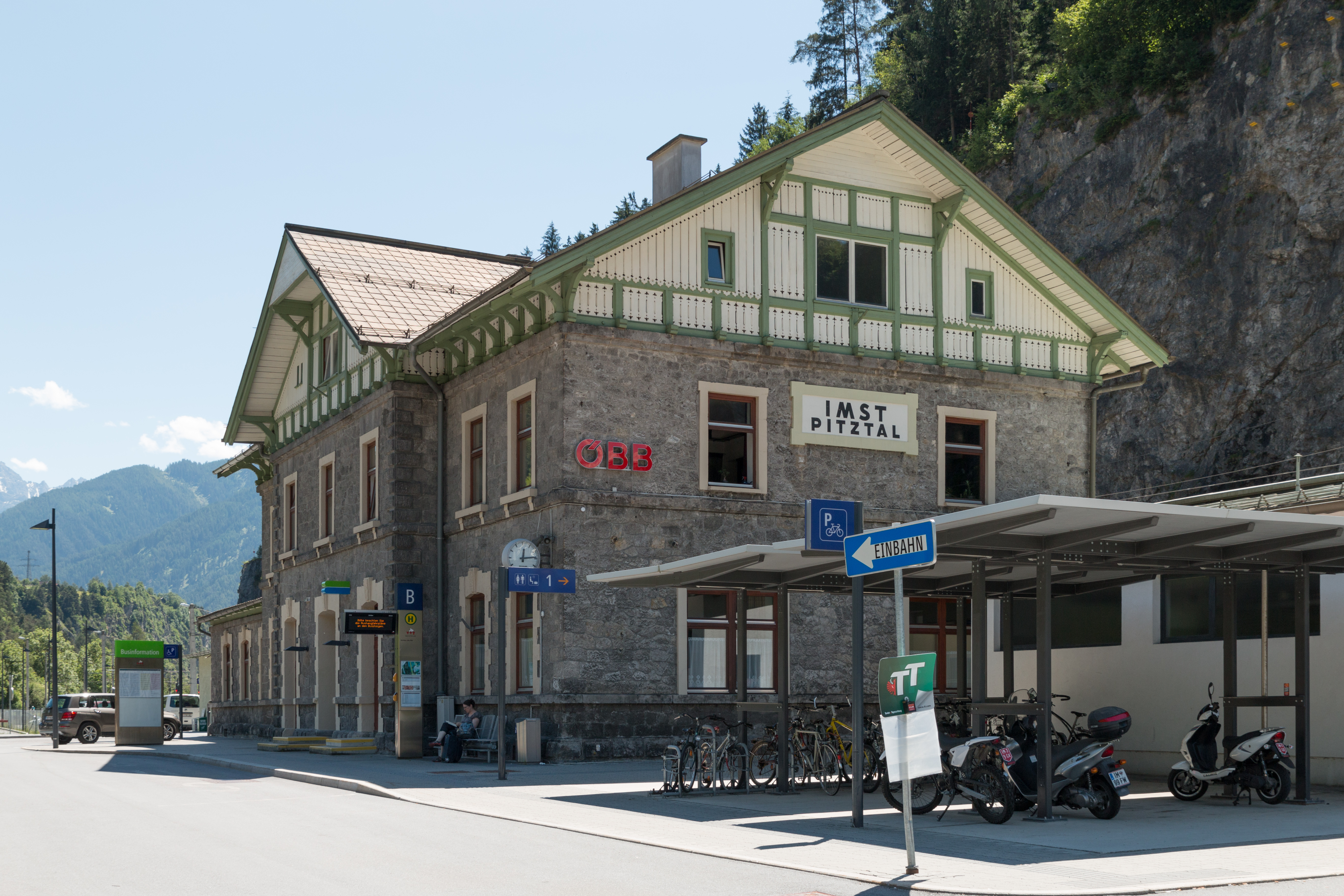
Bahnhofsgebäude Imst-Pitztal

- Die Pfarrkirche Arzl im Pitztal zu den Hl. Ingenuin und Hl. Albuin steht am westlichen Ortsrand erhöht auf einem Hang. Die ursprünglich spätgotische Kirche wurde um die Mitte des 18. Jahrhunderts vergrößert und barockisiert, und 1875 neben der Entfernung einiger spätbarocker Kunstwerke die Kirche im neuromanischen Stil umgestaltet.
- Die Filialkirche von Wald wurde nach mehreren Bränden 1911/12 im neugotischen Stil errichtet.
- Neben der Kirche in Leins stehen noch mehrere kleinere Kapellen über das Gemeindegebiet verteilt.

- Pitztalbrücke: Die Verkehrsverhältnisse vom Inn- in das Pitztal verbesserten sich erheblich mit der 1983 eröffneten Pitztalbrücke, die westlich vom Bahnhof Imst-Pitztal in einer Höhe von etwa 50 m und einer Länge von 221 m das enge Inntal an dieser Stelle überquert.
- Benni-Raich-Brücke: Eine Sehenswürdigkeit ist die Benni-Raich-Brücke zwischen Arzl und Wald, zur Zeit ihrer Eröffnung die höchste Fußgänger-Hängebrücke Europas. Sie überspannt die Arzler Pitzeklamm in 94 Metern Höhe bei einer Spannweite von 138 Metern. Erbaut wurde sie zur Abwasserentsorgung der östlich gelegenen Ortsteile. Bungee-Jumping von dieser Brücke ist sehr beliebt.
- Südlich von Arzl (⊙) befindet sich der höchste Freileitungsmast Österreichs. Er ist 107 Meter hoch und wurde 1976 errichtet.

## Wirtschaft und Infrastruktur

### Tourismus
Die Anfänge des Tourismus in Arzl gehen einher mit der Entwicklung in Tirol allgemein. Kamen anfangs „Sommerfrischler“ aus den Städten auf das Land, entwickelte sich der Tourismus nach dem Zweiten Weltkrieg langsam als eigenständiger Wirtschaftszweig zu einem Ganzjahrestourismus. Das Verhältnis von Winter- zu Sommernächtigungen liegt bei 55:45.
Im Arzler Ortskern befindet sich, neben einigen Hotels und Pensionen, auch das Selber Haus, eine Alpenvereinshütte der DAV Sektion Selb.

### Freizeit und Sport
In Arzl gibt es einen Sport- und Freizeitpark, Aktivitäten des Tourismusverbandes, Veranstaltungen der Vereine, beispielsweise regelmäßige Platzkonzerte beim Pavillon der Musikkapelle Arzl, Zeltfeste, Fasnachtsumzüge und vieles mehr. Der Sprung am Bungee-Seil von Europas höchster Fußgängerbrücke – 94 m hoch über den „Luis Trenker-Steig“ in der Pitzenklamm ist möglich. Auch die Einstiegsstelle für Rafting am Inn liegt ganz in der Nähe von Arzl. Seit dem Jahr 2008 gibt es den „Steinwand-Klettersteig“. Dieser vom Ortszentrum leicht erreichbare Klettersteig verfügt über eine „Familienroute“ und eine anspruchsvolle Route die beide am „Adlerhorst“ enden. Dort hat man einen hervorragenden Blick über den Talkessel von Imst bis weit in das Gurgltal, den Tschirgant (2.370 m) und die Lechtaler Alpen. Für Wintersportler sind das Schigebiet „Hochzeiger-Jerzens“", das Gletscherschigebiet „Pitztaler Gletscher“, das Schigebiet „Riffelsee“ und noch viele andere Tiroler Schi- und Wintersport-Regionen sehr gut zu erreichen. Arzl bietet auch eine Naturrodelbahn, eine Langlaufloipe, Eislaufen, Eisstockschießen und vieles mehr an.

## Politik

### Gemeinderat
In den Gemeinderat werden 15 Mandatare gewählt:
| Partei                                                                | 2022    | 2022    | 2022      | 2016    | 2016    | 2016      |
| Partei                                                                | Prozent | Stimmen | Mandatare | Prozent | Stimmen | Mandatare |
| --------------------------------------------------------------------- | ------- | ------- | --------- | ------- | ------- | --------- |
| Gemeinsam für unsere Gemeinde-Bürgermeisterliste Josef Knabl (GFG) 1) | 62,43   | 1042    | 10        | 56,41   | 990     | 9         |
| Lebenswerte Gemeinde Arzl (LGA)                                       | 21,33   | 356     | 3         | 24,27   | 426     | 3         |
| Brennpunkt (BP)                                                       | 16,24   | 271     | 2         | 19,32   | 339     | 3         |

1) Die Partei trat 2016 unter dem Namen „Gemeinsam für unsere Gemeinde“ an.

### Bürgermeister
- bis 2016 Siegfried Neururer[9]
- seit 2016 Josef Knabl[8][7]

### Wappen
Blasonierung: „Ein silberner gezinnter Sparren in Blau mit schwarzer Füllung.“
Das 1973 verliehene Gemeindewappen symbolisiert einerseits als redendes Wappen den Ortsnamen, der „kleine Burg“ bedeutet, und verweist zugleich auf die in frühgeschichtliche Zeit zurückgehende ehemalige Burganlage auf dem Burgstall.

## Persönlichkeiten
- Josef Siegele (1858–1945), Politiker
- Edgar Siegele (1929–2015), Politiker
- Astrid Stadler (* 1961), Politikerin
- Benjamin Raich (* 1978), Skirennläufer, Olympiasieger
- Marlies Raich (geb. Schild, * 1981), Ehefrau von Benjamin Raich, österreichische Skirennläuferin